# Liste des députés argentins actuels
 (décembre 2014).
Liste des députés argentins actuels. Voir aussi Chambre des députés et élections générales de 2009.

## Liste des députés actuels
Note: sauf erreur, le "péronisme fédéral" est regroupé au sein du Frente Justicia, Unión y Libertad (droite); on parle aussi de "péronisme dissident", par contraste avec le Front pour la victoire (gauche) au pouvoir.

### Ville deBuenos Aires
- Laura Alonso, PRO, (2009-2013)
- Alcira Argumedo, Proyecto Sur, (2009-2013)
- Paula María Bertol, PRO, (2009-2013)
- Miguel Luis Bonasso, Dialogue pour Buenos Aires, (2007-2011)
- Patricia Bullrich, Coalition civique - UPT, (2007-2011)
- Esteban José Bullrich, PRO, (2009-2013)
- Jorge Cardelli, Proyecto Sur, (2009-2013)
- Elisa Carrió, Coalition civique (CC-ARI), (2009-2013)
- Roy Cortina, Parti socialiste, (2007-2011)
- Ricardo Gil Lavedra, Coalition civique (CC-ARI), (2009-2013)
- Claudia Fernanda Gil Lozano, Coalition civique, (2007-2011)
- Silvana Myriam Giudici, UCR, (2007-2011)
- Juan Carlos Dante Gullo, PJ - Front pour la victoire, (2007-2011)
- Carlos Heller, PSOL - Nuevo Encuentro, (2009-2013)
- Cynthia Liliana Hotton, Valores para mi País,(2007-2011)
- Vilma Lidia Ibarra, Popular and Social Encounter - Nuevo Encuentro, (2007-2011)
- Fernando Adolfo Iglesias, Coalition civique - ARI, (2007-2011)
- Claudio Raúl Lozano, Buenos Aires for All - Proyecto Sur, (2007-2011)
- Gabriela Michetti, PRO, (2009-2013)
- Liliana Parada, Proyecto Sur, (2009-2013)
- Federico Pinedo, PRO, (2007-2011)
- Alfonso Prat-Gay, Coalition civique (CC-ARI), (2009-2013)
- María Fernanda Reyes, Coalition civique, (2007-2011)
- Fernando Solanas, Proyecto Sur, (2009-2013)
- Jorge Triaca, PRO, (2009-2013)

### Province de Buenos Aires
- Horacio Alberto Alcuaz, Generación para un Encuentro Nacional (GEN), (2007-2011)
- Ricardo Alfonsín, UCR, (2009-2013)
- Juan José Álvarez, Union bleu ciel et blanc - PJ Péronisme sans chefs, (2007-2011)
- Eduardo Amadeo, PJ Péronisme fédéral, (2009-2013)
- Octavio Argüello, PJ - Front pour la victoire, (2007-2011)
- Alfredo Atanasof, PJ Péronisme fédéral, (2009-2013)
- Mario Barbieri, UCR, (2009-2013)
- Sergio Ariel Basteiro, Nuevo Encuentro, (2007-2011)
- Gloria Bidegain, PJ - Front pour la victoire, (2007-2011)
- Graciela Camaño, PJ 'Péronisme sans chefs, (2007-2011)
- Elisa Beatriz Carca, Coalition civique - ARI-GEN-UPT, (2007-2011)
- Remo Gerardo Carlotto, PJ - Front pour la victoire,(2005-2013)
- Luis Francisco Cigogna, PJ - Front pour la victoire, (2005-2013)
- Diana Beatriz Conti, PJ - Front pour la victoire, (2005-2013)
- Ricardo Oscar Cuccovillo, Socialist Party, (2007-2011)
- Francisco de Narváez, Sky Blue and White Union - PJ Péronisme fédéral, (2005-2013)
- Juliana di Tullio, PJ - Front pour la victoire, (2005-2013)
- José María Díaz Bancalari, PJ - Front pour la victoire, (2007-2011)
- Victoria Analía Donda Pérez, Popular and Social Encounter - Free of the South Movement, (2007-2011)
- Norberto Pedro Erro, UCR, (2007-2011)
- Gustavo Ferrari, PJ Péronisme fédéral, (2009-2013)
- Héctor Flores, Coalition civique - ARI-UPT, (2007-2011)
- Natalia Gambaro, PJ Péronisme fédéral, (2009-2013)
- María Teresa García, PJ - Front pour la victoire, (2005-2013)
- Patricia Susana Gardella, Corriente de Pensamiento Federal - PJ Federal Peronist movement, (2007-2011)
- Graciela María Giannettasio, PJ - Front pour la victoire, (2007-2011)
- Gladys González, PRO, (2009-2013)
- Dulce Granados, PJ - Front pour la victoire, (2009-2013)
- Christian Alejandro Gribaudo, PRO, (2007-2011)
- Nora Iturraspe, Solidarity and Equality (SI), (2009-2013)
- Daniel Katz, UCR, (2007-2011)
- Néstor Kirchner, PJ - Front pour la victoire, (2009-2013)
- Carlos Miguel Kunkel, PJ - Front pour la victoire, (2005-2013)
- Rubén Orfel Lanceta, UCR, (2007-2011)
- Jorge Alberto Landau, PJ - Front pour la victoire, (2007-2011)
- Julio Rubén Ledesma, Corriente de Pensamiento Federal - PJ Federal Peronist movement, (2005-2013)
- María Laura Leguizamón, PJ - Front pour la victoire, (2007-2011)
- María Virginia Linares, Generación para un Encuentro Nacional (GEN), (2007-2011)
- Juan Carlos Lorges, PJ - Front pour la victoire, (2009-2011)
- Eduardo Gabriel Macaluse, Solidarity and Equality (SI), (2007-2011)
- Silvia Majdalani, PRO, (2009-2013)
- Soledad Martínez, PRO, (2009-2013)
- Gerardo Milman, GEN, (2009-2013)
- Juan Carlos Morán, Coalition civique - ARI-GEN-UPT, (2007-2011)
- Carlos Moreno, PJ - Front pour la victoire, (2005-2013)
- Roberto Mouilleron, PJ Péronisme fédéral, (2009-2013)
- Ariel Osvaldo Eloy Pasini, PJ - Front pour la victoire, (2007-2011)
- Adrián Perez, Coalition civique - ARI-UPT, (2007-2011)
- Héctor Piemonte, Coalition civique (CC-ARI), (2009-2013)
- Francisco Plaini, PJ - Front pour la victoire, (2009-2013)
- Adriana Victoria Puiggrós, PJ - Front pour la victoire, (2007-2011)
- Elsa Siria Quiroz, Coalition civique - ARI-GEN-UPT, (2007-2011)
- Héctor Pedro Recalde, PJ - Front pour la victoire, (2005-2013)
- Sandra Adriana Rioboó, UCR, (2007-2011)
- Raúl Rivara, PJ Péronisme fédéral, (2009-2013)
- Jorge Rivas, Nouvelle rencontre sociale et populaire, (2009-2011)
- Marcela Virginia Rodríguez, Coalition civique - ARI-UPT, (2005-2013)
- Claudia Rucci, PJ Péronisme fédéral, (2009-2013)
- Ramón Ruiz, PJ - Front pour la victoire, (2007-2011)
- Martín Sabbatella, Nouvelle rencontre sociale et populaire, (2009-2013)
- Lidia Elsa Satragno, PRO, (2007-2011)
- Adela Rosa Segarra, PJ - Front pour la victoire, (2007-2011)
- Gustavo Eduardo Serebrinsky, UCR, (2007-2011)
- Juan Carlos Sluga, PJ - Front pour la victoire, (2007-2011)
- Felipe Carlos Solá, PJ Péronisme fédéral, (2007-2013)
- Margarita Stolbizer, GEN, (2009-2013)
- María Luisa Storani, UCR, (2009-2013)
- Juan Pedro Tunessi, UCR, (2009-2013)
- Silvia Beatriz Vázquez de Tabarnise, Parti du Consensus - FORJA, (2007-2011)
- Mariano Federico West, PJ - Front pour la victoire, (2005-2013)

### Province de Catamarca
- María Julia Acosta, PJ - Front pour la victoire, (2007-2011)
- Dalmacio Mera, PJ - Front pour la victoire, (2009-2013)
- Pedro Molas, UCR, (2009-2013)
- Raúl Omar Paroli, Front civique et social de Catamarca, (2007-2011)
- Mariana Veaute, UCR (2009-2013)

### Province du Chaco
- Viviana Mónica Damilano Grivarello, PJ - Front pour la victoire, (2007-2011)
- Sandra Mendoza, PJ - Front pour la victoire, (2009-2013)
- Antonio Arnaldo María Morante, PJ - Front pour la victoire, (2007-2011)
- Pablo Orsolini, UCR, (2009-2013)
- María Inés Pilatti Vergara, PJ - Front pour la victoire, (2009-2013)
- Alicia Terada, Coalition civique (CC-ARI), (2009-2013)
- Carlos Urlich, UCR, (2007-2011)

### Province de Chubut
- Rosa Laudelina Chiquichano, PJ- Front pour la victoire, (2007-2011)
- Oscar Rubén Currilén, PJ Peronism without bosses, (2009-2013)
- Nancy Susana Gonzalez, PJ - Front pour la victoire, (2005-2013)
- Manuel Amor Morejón, PJ Peronism without bosses, (2007-2011)
- Juan Mario Pais, PJ -  Front pour la victoire,(2007-2011)

### Province de Córdoba
- Oscar Raúl Aguad, UCR, (2005-2013)
- César Alfredo Albrisi, PJ Péronisme fédéral, (2007-2011; décédé en avril 2010[1])
- Gumersindo Alonso, Front civique de Córdoba, (2009-2013)
- Griselda Ángela Baldata, Coalition civique, (2007-2011)
- Nora Esther Bedano, PJ - Front pour la victoire, (2007-2011)
- Héctor Eduardo del Campillo, UCR, (2007-2011)
- Gladys Susana Espíndola, UCR, (2009-2013)
- Hipólito Faustinelli, UCR, (2009-2013)
- Francisco José Fortuna, Federal Córdoba, (2009-2013)
- Estela Ramona Garnero, Federal Córdoba, (2009-2013)
- Ernesto Félix Martínez, Front civique de Córdoba, (2009-2013)
- Heriberto Agustin Martínez Oddone, UCR, (2007-2011)
- Susana del Valle Mazzarella, Front civique de Córdoba, (2009-2013)
- Paula Cecilia Merchán, Free of the South Movement, (2007-2011)
- Jorge Luciano Montoya, PJ Peronism without bosses, (2007-2011)
- Carmen Rosa Nebreda, PJ - Front pour la victoire, (2009-2013)
- Silvia Storni, UCR, (2007-2011)
- Juan Carlos Vega, Coalition civique, (2007-2011)

### Province de Corrientes
- José Ameghino Arbo, Parti libéral de Corrientes, (2007-2011)
- María Josefa Areta, Front pour tous, (2007-2011)
- Lucio Bernardo Azpiazu, UCR, (2009-2013)
- María Elena Petrona Chieno, PJ - Front pour la victoire, (2009-2013)
- Rodolfo Alfredo Fernández, UCR, (2009-2013)
- Hugo Rubén Perié, PJ - Front pour la victoire, (2007-2011)
- Agustín Alberto Portela, UCR, (2007-2011)

### Province d'Entre Ríos
- Antonio Aníbal Alizegui, PJ - Front pour la victoire, (2009-2013)
- Raúl Enrique Barrandeguy, PJ - Front pour la victoire, (2009-2013)
- Atilio Francisco Salvador Benedetti, UCR, (2009-2013)
- Jorge Omar Chemes, UCR, (2009-2013)
- María Cristina Cremer de Busti, PJ Péronisme fédéral, (2009-2013)
- Gustavo Cusinato, UCR, (2007-2011)
- Hilma Re, Coalition civique (CC-ARI), (2009-2013)
- Lisandro Alfredo Viale, Parti socialiste, (2007-2011)
- Gustavo Marcelo Zavallo, PJ Péronisme fédéral, (2007-2011)

### Province de Formosa
- Ricardo Buryaile, UCR, (2009-2013)
- María Graciela de la Rosa, PJ -  Front for Victory, (2007-2011)
- Juan Carlos Díaz Roig, PJ - Front for Victory, (2005-2013)
- Luis María Fernández Basualdo, PJ - Front for Victory, (2007-2011)
- Rafael López, PJ - Front for Victory, (2007-2011)

### Province de Jujuy
- María Eugenia Bernal, PJ - Front pour la victoire, (2009-2013)
- Eduardo Alfredo Fellner, PJ - Front pour la victoire, (2007-2011)
- Mario Raymundo Fiad, UCR, (2009-2013)
- Miguel Ángel Giubergia, UCR, (2007-2011)
- Ermindo Edgardo Marcelo Llanos, PJ - Front pour la victoire, (2009-2013)
- Mario Humberto Martiarena, PJ de Jujuy, (2007-2011)

### Province de La Pampa
- Ulises Umberto José Forte, UCR, (2009-2013)
- Irma Adriana García, PJ Péronisme fédéral, (2007-2011)
- Eduardo Enrique Federico Kenny, UCR, (2007-2011)
- María Cristina Regazzoli, PJ of La Pampa, (2009-2013)
- Roberto Ricardo Robledo, PJ of La Pampa, (2009-2013)

### Province de Rioja
- Hilda Clelia Aguirre de Soria, PJ - Front pour la victoire, (2007-2011)
- Julio César Martínez, UCR, (2009-2013)
- Alberto Nicolás Paredes Urquiza, PJ - Front pour la victoire, (2007-2011)
- Marta Beatriz Quintero, PJ - Front pour la victoire, (2009-2011)
- Jorge Raúl Yoma, PJ - Front pour la victoire, (2009-2013)

### Province de Mendoza
- Héctor Jorge Álvaro, Plural Consensus - Concertation, (2007-2011)
- Omar Bruno de Marchi, Mendoza Democratic Party, (2005-2013)
- Patricia Susana Fadel, PJ - Front pour la victoire, (2007-2011)
- Omar Chafi Félix, PJ - Front pour la victoire, (2009-2013)
- Juan Dante González, PJ - Front pour la victoire, (2007-2011)
- Mariana Juri, UCR, (2009-2013)
- Ricardo Alfredo Mansur, Federal Consensus - UCR, (2007-2011)
- Guillermo Pereyra, PJ - Front pour la victoire, (2007-2011)
- Sergio Damián Pinto, UCR, (2009-2013)
- Enrique Luis Thomas, PJ Péronisme fédéral, (2005-2013)

### Province de Misiones
- Juan Manuel Irrazabal, PJ - Front pour la victoire, (2007-2011)
- Stella Maris Leverberg, PJ - Front pour la victoire, (2007-2011)
- Timoteo Llera, PJ - Front pour la victoire,(2007-2011)
- Julia Argentina Perié, PJ - Front pour la victoire, (2007-2011)
- Federico Ramón Puerta, PJ Péronisme fédéral-Frente Justicia, Unión y Libertad, (2009-2013)
- Silvia Lucrecia Risko, PJ - Front pour la victoire, (2009-2013)
- Axel Roberto Ziegler, PJ - Front pour la victoire, (2009-2013)

### Province de Neuquén
- José Ricardo Brillo, MPN, (2005-2013)
- Alicia Marcela Comelli, MPN, (2007-2011)
- Olga Elizabeth Guzmán, MPN, (2009-2013)
- Hugo Nelson Prieto, Plural Consensus - Concertation, (2007-2011)
- Horacio Rodolfo Quiroga, UCR, (2009-2013)

### Province de Río Negro
- Oscar Edmundo Nicolás Albrieu, PJ - Front pour la victoire, (2009-2013)
- Hugo Castañón, UCR, (2009-2013)
- Jorge Alberto Cejas, PJ - Front pour la victoire, (2007-2011)
- Cipriana Lorena Rossi, PJ Péronisme fédéral, (2007-2011)
- Juan Carlos Scalesi, Consensus fédéral, (2007-2011)

### Province de Salta
- Zulema  Beatriz Daher, PJ Péronisme fédéral, (2007-2011)
- Marcelo Eduardo López Arias, PJ Péronisme sans chefs, (2007-2011)
- Alfredo Horacio Olmedo, We all are Salta, (2009-2013)
- Mónica Liliana Torfe, Salta Renewal Party, (2007-2011)
- José Villariño, PJ - Front pour la victoire, (2007-2011)
- Walter Raúl Wayar, PJ Front fédéral péroniste, (2009-2013)
- Rodolfo Fernando Yarade, PJ - Front pour la victoire, (2009-2013)

### Province de San Juan
- Graciela María Caselles, Bloquista - Front pour la victoire, (2007-2011)
- Margarita Ferrá de Bartol, PJ - Front pour la victoire, (2005-2013)
- Juan Carlos Gioja, PJ - Front pour la victoire, (2007-2011)
- Ruperto Eduardo Godoy, PJ - Front pour la victoire, (2007-2011)
- Eduardo Mauricio Ibarra, PJ Péronisme fédéral, (2009-2013)
- Héctor Daniel Tomas, PJ - Front pour la victoire, (2009-2013)

### Province de San Luis
- Ivana María Bianchi, PJ Péronisme fédéral, (2007-2011)
- Mario Raúl Merlo, PJ Péronisme fédéral, (2007-2011)
- Sergio Horacio Pansa, PJ Péronisme fédéral, (2009-2013)
- Alberto José Pérez, PJ Péronisme fédéral, (2009-2013)
- Nora Ester Videla, PJ Péronisme fédéral, (2009-2013)

### Province de Santa Cruz
- Elsa María Álvarez, UCR, (2009-2013)
- Blanca Blanco de Peralta, PJ - Front pour la victoire, (2009-2013)
- Eduardo Raúl Costa, UCR, (2009-2013)
- Beatriz Liliana Korenfeld, PJ - Front pour la victoire, (2007-2011)
- Evaristo Arturo Rodríguez, PJ - Front pour la victoire, (2007-2011)

### Province de Santa Fe
- Walter Alfredo Agosto, PJ Péronisme fédéral, (2007-2011)
- Jorge Mario Álvarez, UCR, (2009-2013)
- Celia Isabel Arena, PJ Péronisme fédéral, (2009-2013)
- Miguel Ángel Barrios, Parti socialiste,(2007-2011)
- Verónica Claudia Benas, Solidarity and Equality (SI), (2007-2011)
- Carlos Alberto Carranza, PJ Péronisme fédéral, (2009-2013)
- Alicia Mabel Ciciliani, Parti socialiste, (2009-2013)
- Calos Marcelo Comi, Civic Coalition (CC-ARI), (2009-2013)
- Carlos Favario, Parti démocratique progressiste, (2009-2013)
- Mónica Hayde Fein, Parti socialiste, (2007-2011)
- Paulina Esther Fiol, PJ - Front pour la victoire, (2007-2011)
- Juan Carlos Forconi, PJ Péronisme fédéral, (2009-2013)
- Susana Rosa García, Coalition civique, (2007-2011)
- Daniel Germano, PJ Péronisme fédéral, (2009-2013)
- Gustavo Ángel Marconato, PJ - Front pour la victoire, (2007-2011)
- Jorge Alberto Obeid, PJ Péronisme fédéral, (2007-2011)
- Fabián Francisco Peralta, GEN, (2007-2011)
- Agustín Oscar Rossi, PJ - Front pour la victoire, (2005-2013)
- Alejandro Rossi, PJ - Front pour la victoire, (2007-2011)

### Province de Santiago del Estero
- Norma Amanda Abdala de Matarazzo, Front civique pour Santiago, (2009-2013)
- Daniel Agustín Brue, Front civique pour Santiago, (2005-2013)
- José Herrera, Front civique pour Santiago, (2007-2011)
- Ana Zulema Luna de Marcos, Front civique pour Santiago, (2007-2011)
- Cristian Raúl Oliva, Front civique pour Santiago, (2005-2013)
- Mirta Ameliana Pastoriza, Front civique pour Santiago, (2007-2011)
- Jorge Pérez, Front civique pour Santiago, (2007-2011)

### Province de Terre de Feu
- Nélida Belous, ARI - Progressive Project, (2007-2011)
- Rosana Andrea Bertone, PJ - Front pour la victoire, (2005-2013)
- Mariel Calchaqui, PJ - Front pour la victoire, (2007-2011)
- Liliana Fadul, Fueguino Federal Party, (2009-2013)
- Rubén Darío Sciutto, PJ - Front pour la victoire, (2007-2011)

### Province de Tucumán
- Germán Enrique Alfaro, PJ - Front pour la victoire, (2007-2011)
- Juan Francisco Casañas, UCR, (2005-2013)
- Norah Susana Castaldo, UCR, (2009-2011)
- Stella Maris Córdoba, PJ - Front pour la victoire, (2005-2013)
- Alfredo Carlos Dato, PJ - Front pour la victoire, (2007-2011)
- Susana Eladia Díaz, PJ - Front pour la victoire, (2007-2011)
- Miriam Graciela Gallardo, PJ- Front pour la victoire, (2005-2013)
- Juan Arturo Salim, PJ - Front pour la victoire, (2005-2013)
- Gerónimo Vargas Aignasse, PJ - Front pour la victoire, (2007-2011)